# Кобадін
Кобадін (рум. Cobadin) — село у повіті Констанца в Румунії. Адміністративний центр комуни Кобадін.
Село розташоване на відстані 175 км на схід від Бухареста, 34 км на захід від Констанци.

## Населення
За даними перепису населення 2002 року у селі проживали 6428 осіб.
Національний склад населення села:
| Національність | Кількість осіб | Відсоток |
| -------------- | -------------- | -------- |
| румуни         | 4763           | 74,1%    |
| турки          | 1148           | 17,9%    |
| татари         | 502            | 7,8%     |

Рідною мовою назвали:
| Мова      | Кількість осіб | Відсоток |
| --------- | -------------- | -------- |
| румунська | 4767           | 74,2%    |
| турецька  | 1150           | 17,9%    |
| татарська | 501            | 7,8%     |